# Helga Luckenbach
Helga Seeger-Luckenbach (* 18. September 1935 in Wuppertal) ist eine deutsche Ökonomin. Von 1969 bis 2004 war sie Professorin für Volkswirtschaftstheorie und -politik sowie Internationale Wirtschaftsbeziehungen an der Justus-Liebig-Universität Gießen.

## Leben und Wirken
Luckenbach wurde in Wuppertal geboren und studierte an den Universitäten Köln, Hamburg und München. In Köln legte sie 1959 ihr Diplom als Volkswirtin ab und wurde 1963 ebenfalls in Köln mit der Dissertation Welfare Economics und Theorie des allgemeinen Gleichgewichts. Mit besonderer Berücksichtigung des internationalen Handels zum Dr. rer. pol. promoviert. 1969 habilitierte sie sich auch in Köln mit der Arbeit Wirtschaftswachstum und internationaler Handel für Staatswissenschaften. 1961 wurde sie geschäftsführende Gesellschafterin einer Großhandelsfirma.
Ein Jahr später wurde sie Mitarbeiterin von Theodor Wessels am staatswissenschaftlichen Seminar der Universität Köln. 1969 nahm sie eine Vertretung an der Universität Mainz für einen volkswirtschaftlichen Lehrstuhl wahr und erhielt noch im selben Jahr einen Ruf an den Lehrstuhl VWL III der Universität Gießen, welchem sie folgte. 1971 war sie Mitglied des Satzungskonvents der Universität und lehnte zwei Jahre später einen Ruf in den Gründungssenat der Gesamthochschule Paderborn ab. 1975 wurde sie das erste Mal Dekan für den Fachbereich Wirtschaftswissenschaften und wurde es erneut 1986 und 1997. Luckenbach arbeitet zudem als Dozentin an der Verwaltungs- und Wirtschafts-Akademie (VWA) Gießen.
In Gießen arbeitete sie im Studienschwerpunkt Internationale Wirtschaft mit Hans-Rimbert Hemmer und Martin Glaum zusammen. Im Gießener Arbeitskreis für wirtschaftspolitische Studien arbeitete sie mit den Professoren Hans-Rimbert Hemmer, Volbert Alexander, Herbert Müller und Wolfgang Scherf zusammen.
Luckenbach war Mitunterzeichnerin des eurokritischen Manifests Die währungspolitischen Beschlüsse von Maastricht: Eine Gefahr für Europa (1992). Sie gehörte zu den 68 Hauptzeichnerinnen der Wahlalternative 2013 und war bis Juli 2015 Mitglied des wissenschaftlichen Beirats der Partei Alternative für Deutschland.
Sie war verheiratet mit Neurochirurgen Wolfgang Seeger.

## Schriften (Auswahl)
- Wirtschaftswachstum und internationaler Handel (= Beiträge zur Wirtschaftspolitik, Band 12). Rombach, Freiburg im Breisgau 1970.
- Theorie des Haushalts (= Grundriss der Sozialwissenschaft, Band 27). Vandenhoeck & Ruprecht, Göttingen 1975, ISBN 3-525-10556-8.
- Theorie der Aussenwirtschaftspolitik (= Hochschultext). Springer, Berlin 1979, ISBN 3-540-09190-4.
- hrsg.: Volkswirtschaftslehre im Überblick. 4 Bände, Vahlen, München 1994–2002.
- Theoretische Grundlagen der Wirtschaftspolitik (= Vahlens Handbücher der Wirtschafts- und Sozialwissenschaften). 2. Auflage, Vahlen, München 2000, ISBN 3-8006-1879-6.
- Grundlagen der internationalen Wirtschaftspolitik. Internationale Handelspolitik. Vahlen, München 2010, ISBN 978-3-8006-3721-8.